# Station Wervik
Station Wervik is een spoorwegstation langs spoorlijn 69 (Kortrijk-Poperinge) in de stad Wervik.

## Geschiedenis
Op 15 januari 1853 reed de eerste trein door Wervik, door de Société des chemins de fer de la Flandre-Occidentale. Het eerste stationsgebouw werd zwaar beschadigd tijdens de Eerste Wereldoorlog. Het huidige stationsgebouw dateert van 1924 en is van het wederopbouwtype in baksteen met natuurstenen gevelelementen. In 2001 werd het volledig gerenoveerd en op de lijst van beschermde monumenten geplaatst. In 2004 werd naar aanleiding van het 150-jarige een gedenkplaat aangebracht (hieronder te zien in de galerij). Op 1 oktober 2015 sloot de NMBS definitief de loketten. Het gebouw ging in 2016 opnieuw open voor reizigers als wachtruimte. In maart 2018 stelde de NMBS het stationsgebouw en het sanitair huisje te koop. Begin april 2019 werd bekend dat het gebouw verkocht is; het gebouw zal dienst doen als feestzaal.

## Voorzieningen
Vanaf begin 2015 waren van dit station de loketten in de week geopend tussen 6:15 en 13:35 uur. Toen was er ook de mogelijkheid om het toilet te gebruiken.
Het station beschikt over twee perrons, beiden voorzien van wachthuisjes. Op perron 1 stopt de trein richting Poperinge, perron 2 gaat richting Kortrijk. Er is een ondergrondse tunnel om van het ene perron naar het andere te gaan. Er is geen elektronisch bord met vertrektijden, maar de aankomst der treinen wordt omgeroepen.
Verder beschikt het station over een gratis parking voor auto's alsook een overdekte fietsenstalling. Er is ook een bushalte van de Lijn, bediend door bus 43 (Menen - Wervik - Komen) en belbus 69.

## Galerij

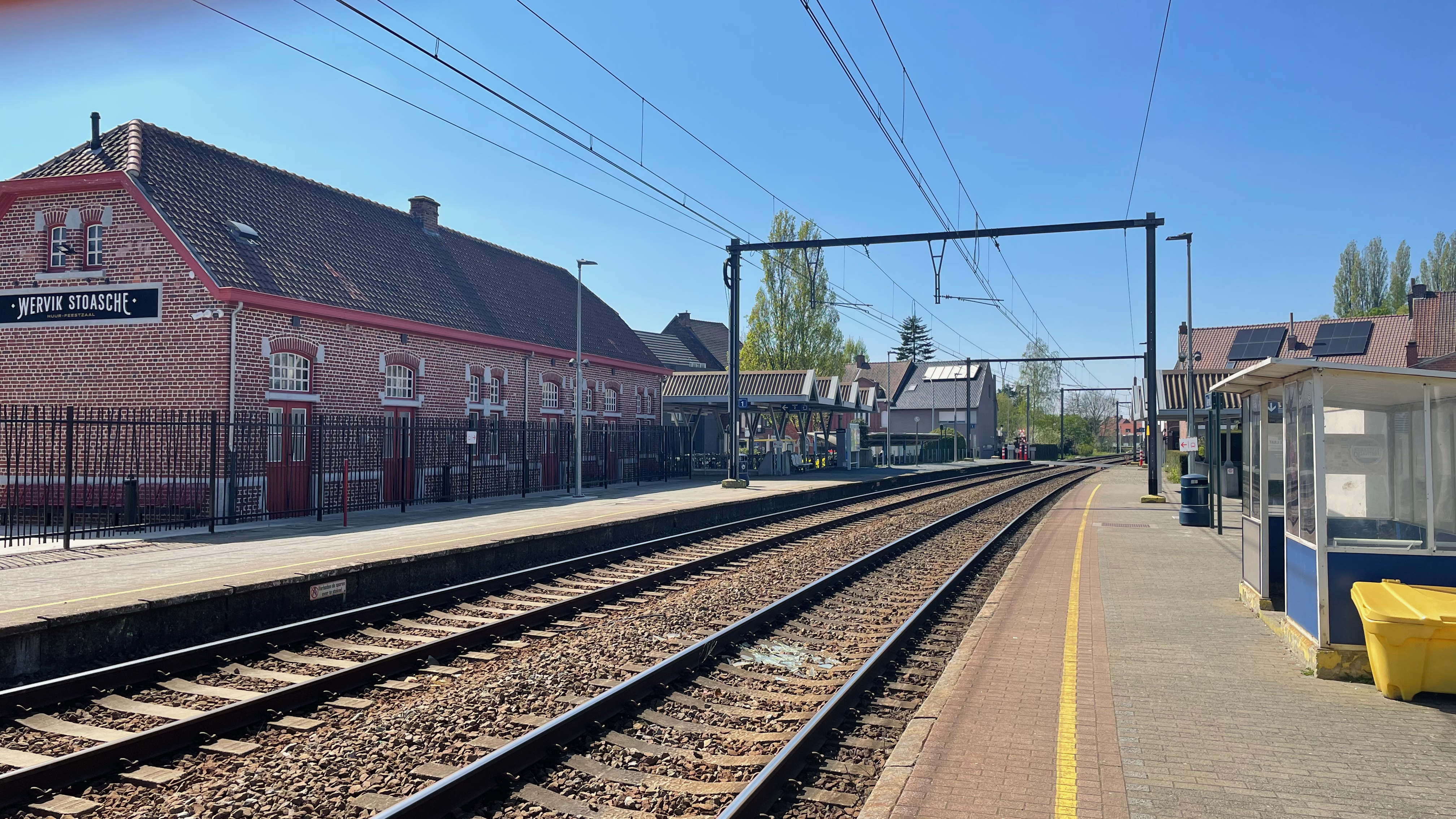
Zicht op de perrons (2022)
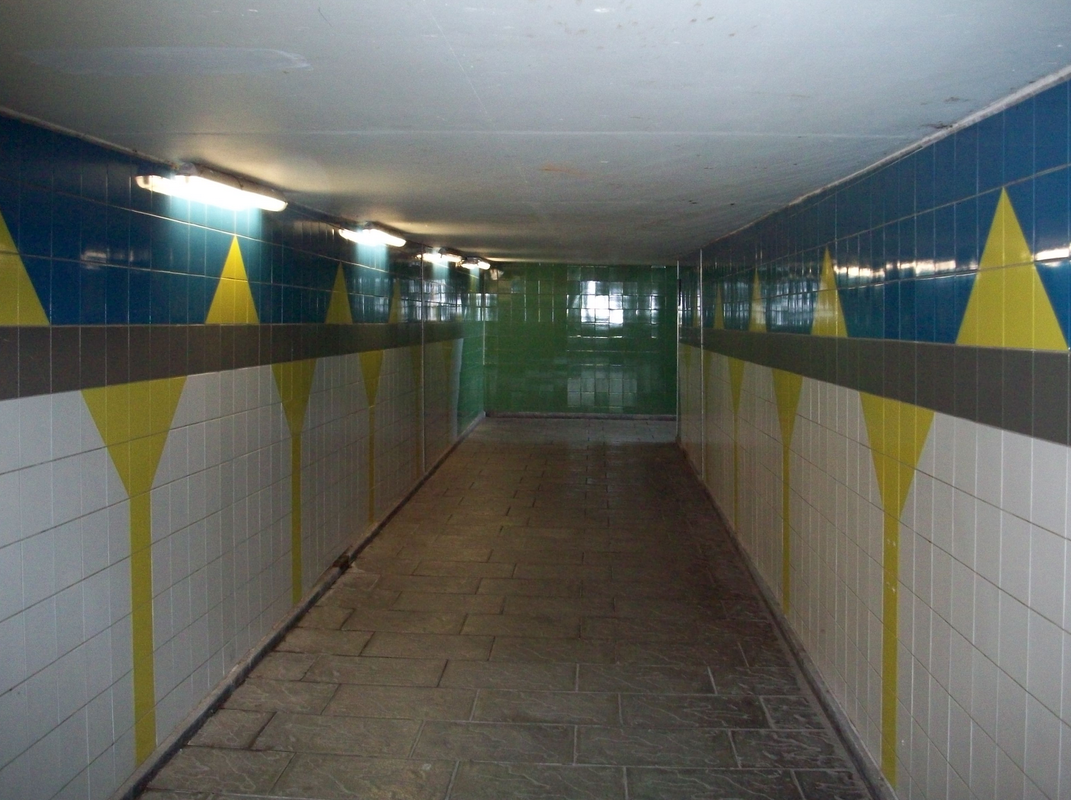
Verbindingstunnel
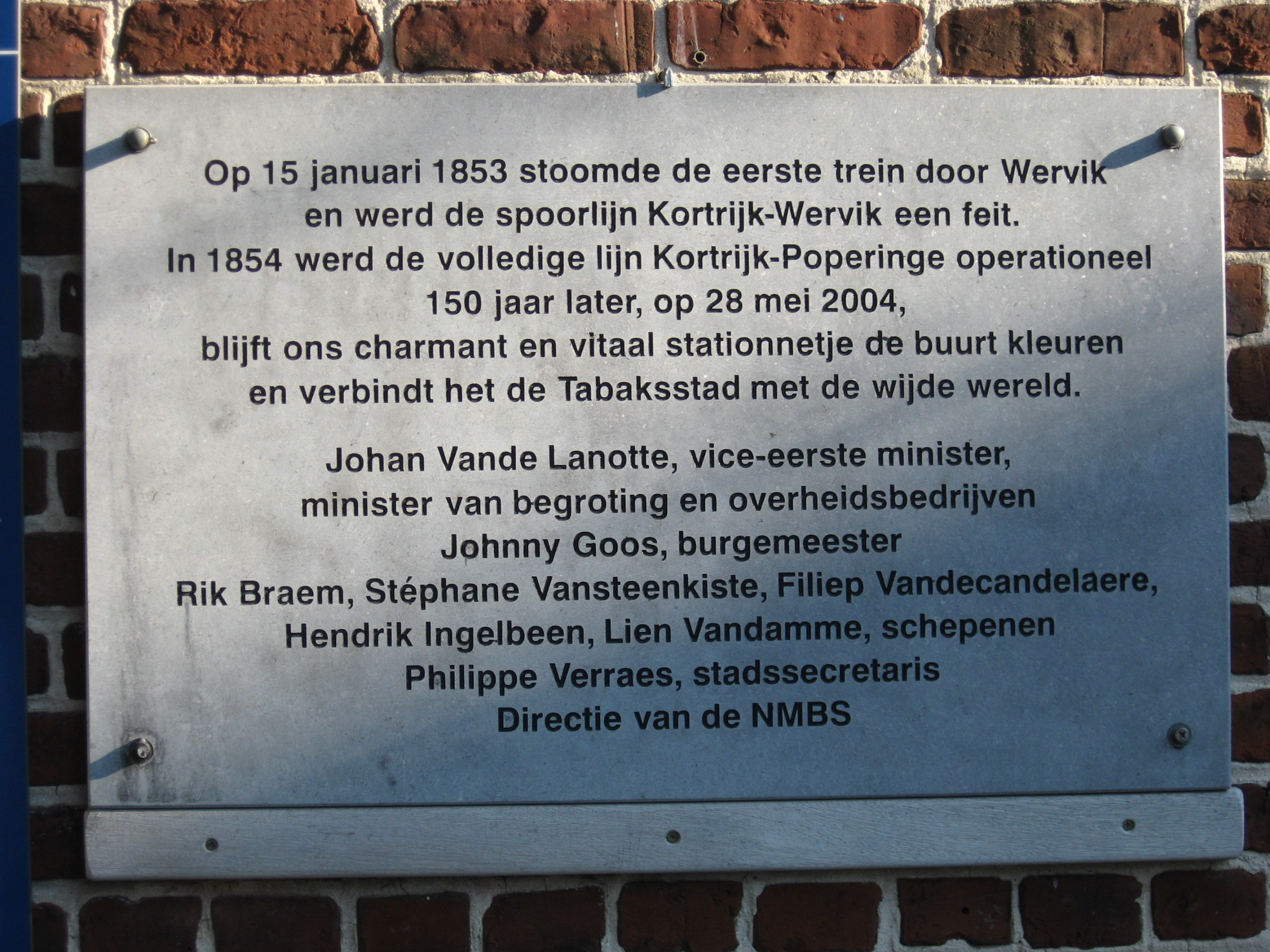
Herinneringsplaat bij het stationsgebouw
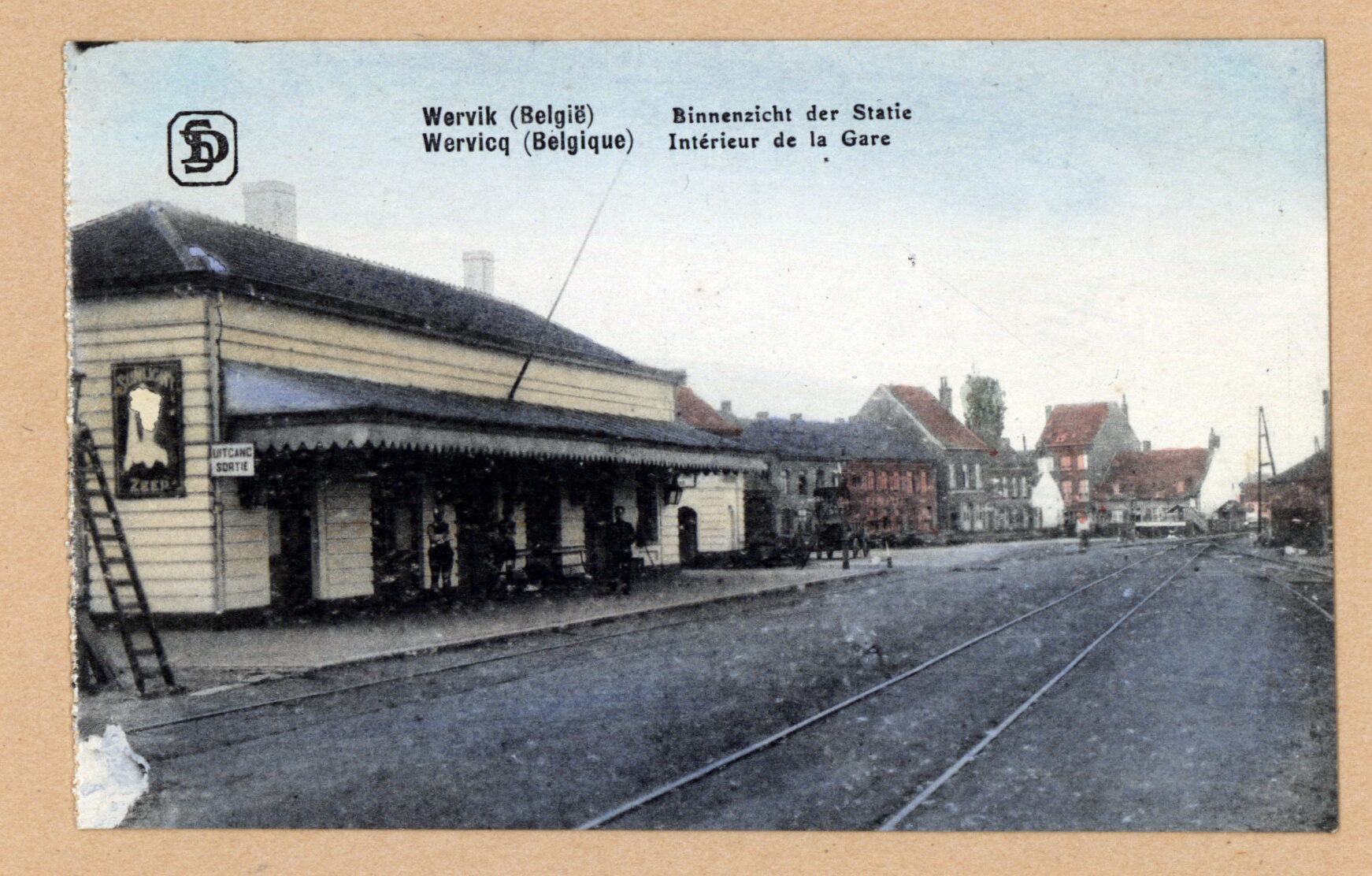
Station omstreeks 1875-1930.
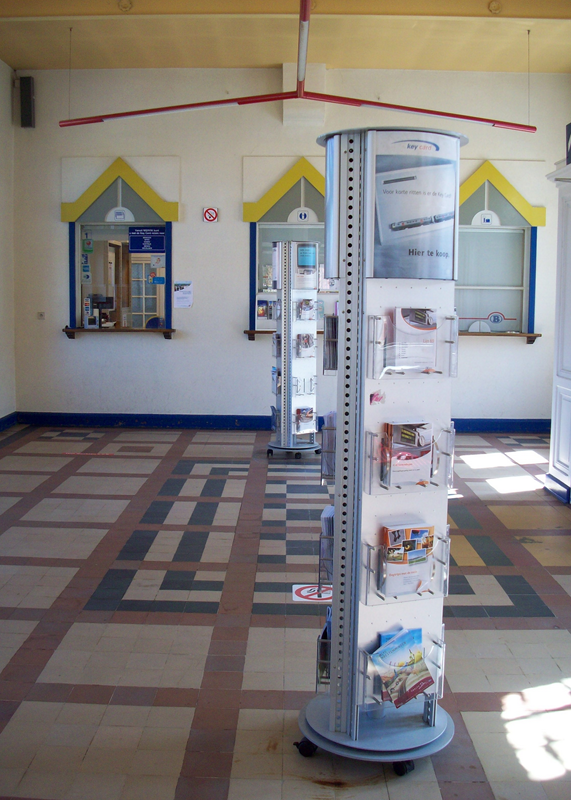
Loket
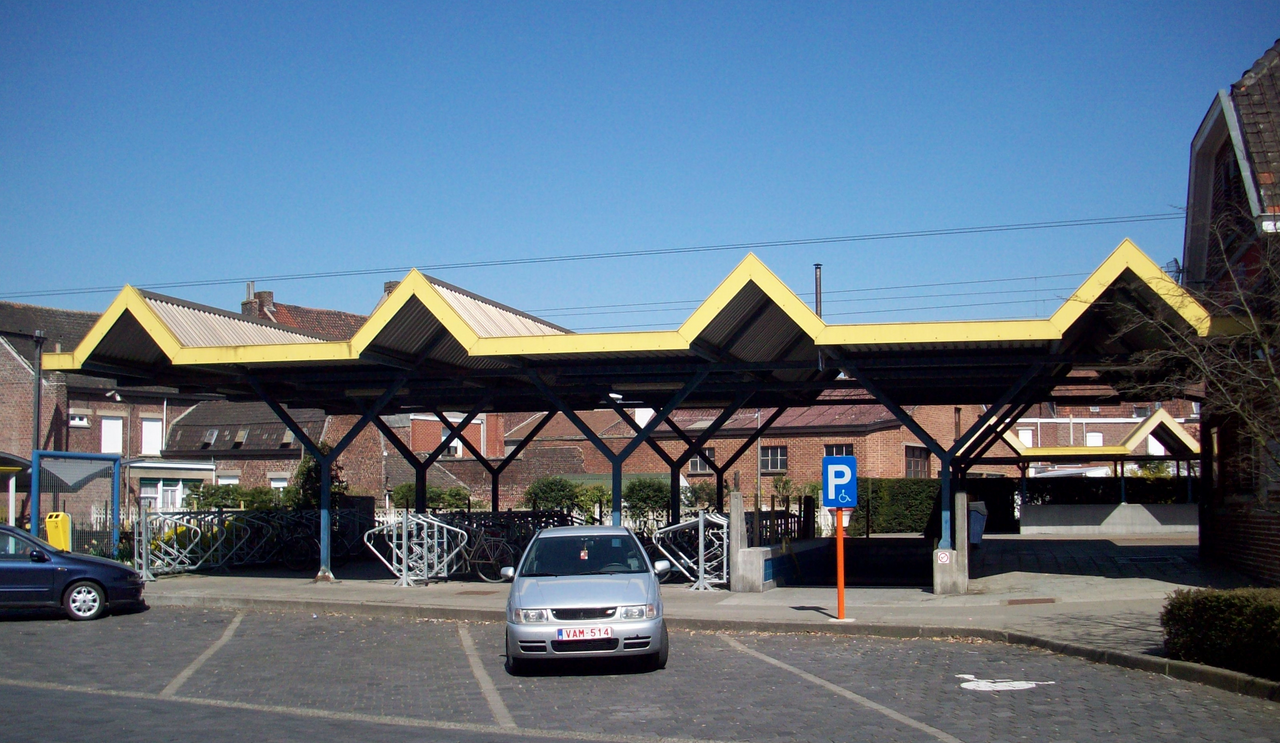
Kenmerkende fietsenstalling
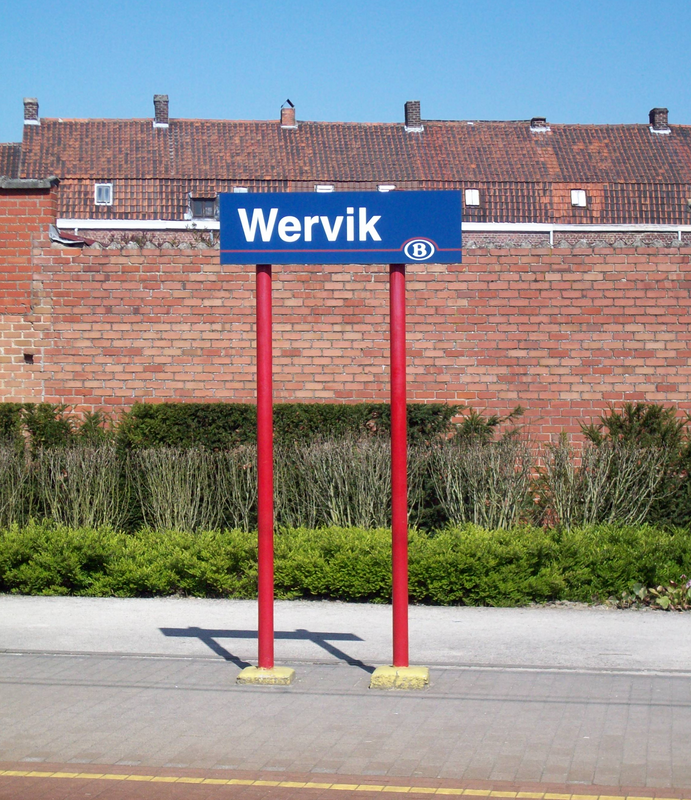
Naambord station Wervik
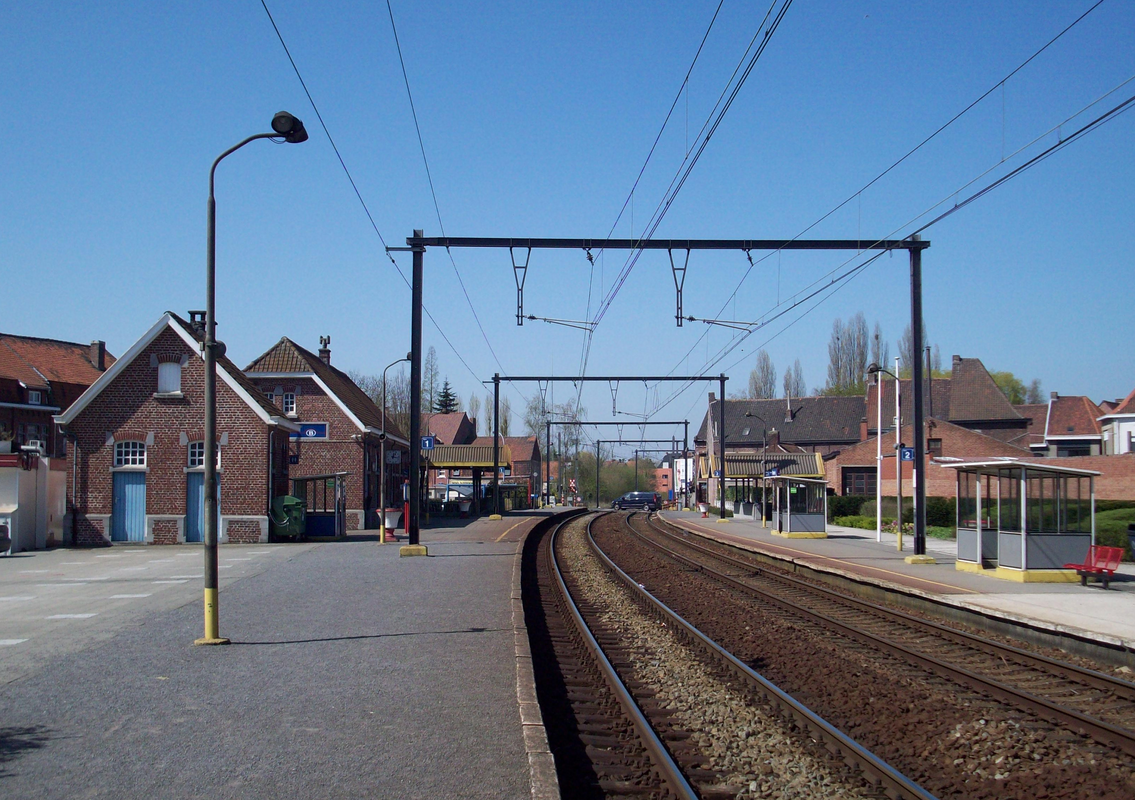
Zicht op de perrons

## Treindienst
| Serie       | Treinsoort          | Route | Bijzonderheden                                                              |
| ----------- | ------------------- | --- | --------------------------------------------------------------------------- |
| IC 04       | Intercity (NMBS)    | Antwerpen-Centraal – Gent-Sint-Pieters – Kortrijk – Wervik – Poperinge                                                               |                                                                             |
| P 7000/8000 | Piekuurtrein (NMBS) | [ Oostende – Brugge – ] / [ De Panne – ] / [ Poperinge – Ieper – Wervik – Kortrijk – ] Gent-Sint-Pieters – Brussel-Zuid – Schaarbeek | Twee treinen per dag per richting. Een trein op zondagavond vanaf De Panne. |
| P 7080/8080 | Piekuurtrein (NMBS) | Poperinge – Ieper – Wervik – Kortrijk                                                                                                | Rijdt alleen op werkdagen.                                                  |
| P 8890      | Piekuurtrein (NMBS) | Poperinge – Ieper – Wervik – Kortrijk – Gent-Sint-Pieters – Mechelen – Leuven – Sint-Joris-Weert                                     | Een trein op zondagavond.                                                   |

## Reizigerstellingen
De grafiek en tabel geven het gemiddeld aantal instappende reizigers weer op een week-, zater- en zondag.
| Tabel: aantal instappende reizigers station Wervik | Tabel: aantal instappende reizigers station Wervik | Tabel: aantal instappende reizigers station Wervik | Tabel: aantal instappende reizigers station Wervik |
|                                                    | Weekdag                                            | Zaterdag                                           | Zondag                                             |
| -------------------------------------------------- | -------------------------------------------------- | -------------------------------------------------- | -------------------------------------------------- |
| 1977                                               | 714                                                | 280                                                | 240                                                |
| 1978                                               | 748                                                | 257                                                | 298                                                |
| 1979                                               | 794                                                | 240                                                | 293                                                |
| 1980                                               | 794                                                | 292                                                | 251                                                |
| 1981                                               | 837                                                | 314                                                | 226                                                |
| 1982                                               | 797                                                | 238                                                | 227                                                |
| 1983                                               | 915                                                | 221                                                | 160                                                |
| 1984                                               | 811                                                | 217                                                | 186                                                |
| 1985                                               | 868                                                | 235                                                | 249                                                |
| 1986                                               | 725                                                | 211                                                | 184                                                |
| 1987                                               | 787                                                | 229                                                | 263                                                |
| 1988                                               | 746                                                | 290                                                | 279                                                |
| 1989                                               | 758                                                | 225                                                | 312                                                |
| 1990                                               | 823                                                | 226                                                | 266                                                |
| 1991                                               | 687                                                | 246                                                | 292                                                |
| 1992                                               | 709                                                | 274                                                | 277                                                |
| 1993                                               | 747                                                | 307                                                | 326                                                |
| 1994                                               | 789                                                | 258                                                | 286                                                |
| 1995                                               | 688                                                | 234                                                | 263                                                |
| 1996                                               | 816                                                | 262                                                | 292                                                |
| 1997                                               | 702                                                | 239                                                | 283                                                |
| 1998                                               | 646                                                | 211                                                | 320                                                |
| 1999                                               | 622                                                | 228                                                | 278                                                |
| 2000                                               | 684                                                | 208                                                | 293                                                |
| 2001                                               | 614                                                | 212                                                | 274                                                |
| 2002                                               | 622                                                | 173                                                | 258                                                |
| 2003                                               | 621                                                | 251                                                | 260                                                |
| 2004                                               | 569                                                | 232                                                | 223                                                |
| 2005                                               | 648                                                | 248                                                | 276                                                |
| 2006                                               | 615                                                | 242                                                | 214                                                |
| 2007                                               | 652                                                | 239                                                | 244                                                |
| 2008                                               | -                                                  | -                                                  | -                                                  |
| 2009                                               | 586                                                | 232                                                | 288                                                |
| 2010                                               | -                                                  | -                                                  | -                                                  |
| 2011                                               | -                                                  | -                                                  | -                                                  |
| 2012                                               | 594                                                | 274                                                | 239                                                |
| 2013                                               | 641                                                | 231                                                | 248                                                |
| 2014                                               | 546                                                | 227                                                | 226                                                |
| 2015                                               | 638                                                | 205                                                | 244                                                |
| 2016                                               | 608                                                | 268                                                | 365                                                |
| 2017                                               | 716                                                | 225                                                | 315                                                |
| 2018                                               | 599                                                | 284                                                | 285                                                |
| 2019                                               | 719                                                | 304                                                | 280                                                |
| 2020                                               | 581                                                | 185                                                | 177                                                |
| 2021                                               | -                                                  | -                                                  | -                                                  |
| 2022                                               | 658                                                | 345                                                | 410                                                |
| 2023                                               | 760                                                | 350                                                | 420                                                |
| 2024                                               | 790                                                | 317                                                | 242                                                |

0: Kortrijk ·
0,3: Kortrijk-West ·
1,6: Bissegem ·
5,1: Wevelgem ·
10,4: Menen ·
12,2: Menen-Koekoek ·
15,6: Wervik ·
17,5: Comines-Hospice ·
19,2: Komen ·
22,8: Houthem ·
24,6: Hollebeke ·
28,5: Zillebeke ·
31,9: Ieper ·
35,7: Vlamertinge ·
38,2: Brandhoek ·
42,0: Poperinge ·
48,0: Abele